# Фюнес, Луи де
Луи́ де Фюне́с (фр. Louis de Funès, полное имя Луи́ Жерме́н Дави́д де Фюне́с де Галарса́, фр. Louis Germain David de Funès de Galarza; 31 июля 1914, Курбевуа, Сена, Франция — 27 января 1983, Нант, метрополия Франции, Франция) — французский киноактёр, кинорежиссёр и сценарист испанского происхождения, один из величайших комиков мирового кино.

## Биография
Луи де Фюнес де Галарса родился 31 июля 1914 года в Курбевуа. Родители Луи родились в испанской Севилье. Его отец, Карлос Луис де Фунес де Галарса, получил юридическое образование, но после переезда во Францию стал огранщиком алмазов. Мать Луи Леонор Сото Регера имела испанские и португальские корни. Родители перебрались во Францию в 1904 году, чтобы официально вступить в брак, так как на родине их семьи были категорически против их брачного союза.
В детстве Луи друзья ласково звали «Фюфю» (фр. Fufu). Мальчик хорошо знал французский, испанский и английский языки. В молодости увлекался рисованием и игрой на фортепиано, а также пародированием соседей, соучеников и коллег по работе. В итоге де Фюнес стал пианистом, играл в основном джаз в парижском районе Пигаль.
В 1936 году Луи де Фюнес женился на Жермен Луизе Элоди Карруайе. У молодой пары родился сын Даниэль (12 июля 1937 — 23 января 2017), но в конце 1942 года они развелись.
Во время оккупации Парижа германскими войсками Луи де Фюнес преподавал сольфеджио в музыкальной школе, где влюбился в секретаршу Жанну Августину де Бартелеми де Мопассан, племянницу Charles Alexandre René Nau de Maupassant (нет никакой связи с Ги де Мопассаном). Они поженились в 1943 году и прожили вместе 40 лет, до самой смерти Луи де Фюнеса в 1983 году. В этом браке родились двое сыновей — Патрик (род. 27 января 1944) и Оливье (род. 11 августа 1949).
После окончания войны де Фюнес пробует себя в кинематографе; ранее он учился на драматических курсах Рене Симона. В 1945 году снялся в эпизоде в фильме «Барбизонское искушение» режиссёра Жана Стелли. В фильме «Не пойман — не вор» режиссёра Ива Робера, снятом в 1958 году, Фюнес получил главную роль — браконьера Блеро́. Этот фильм принёс ему всеобщую известность. После выхода картины на широкий экран за границей главного персонажа прозвали Дональдом Даком. В России этот фильм более известен как «Блеро».
В 1960-е годы к де Фюнесу пришло зрительское признание; ежегодно актёр снимался в трёх-четырёх картинах. Настоящую популярность ему принесла роль комиссара Жюва в трилогии о Фантомасе режиссёра Андре Юнебеля. Изначально планировалось снять десять серий о похождениях знаменитого преступника, но прокат последней части трилогии, фильма «Фантомас против Скотланд-Ярда», показал, что популярность падает, и режиссёр решил не снимать продолжение.
Также стали известными фильмы режиссёра Жерара Ури «Разиня» (1965) и «Большая прогулка» (1966) с участием тандема знаменитых комических актёров — Луи де Фюнеса и Бурвиля.
Фюнес говорил о своей актёрской карьере так:

Я не сожалею о медленном развитии моей карьеры. Эта медлительность помогла мне понять основательно мою профессию. Когда я был ещё неизвестным, я пытался окрасить деталями, мимикой, жестами маленькие роли, которые мне поручали. Таким образом, я приобрёл некоторый комический багаж, без которого не мог бы сделать карьеру. Поэтому, если начать снова, то я бы не отказался от этого пути.
Оригинальный текст (фр.)Je ne regrette pas la lenteur dans laquelle ma carrière s'est développée. Elle m'a permis de connaitre à fond mon métier. Quand j'étais encore inconnu, j'essayais de colorer, par des détails, des mimiques, des gestes, les petits rôles qu'on me confiait. J'ai acquis ainsi un certain bagage comique sans lequel je ne pourrais pas faire la carrière que je mène. C'est pourquoi, si c'était à refaire, je recommencerais.
— Интервью журналу «Télé 7 jours», 1971
В 1970-е годы де Фюнес по-прежнему оставался популярным и любимым зрителями актёром. Продолжал активно сниматься и 15 марта 1973 года был удостоен высшей награды Франции — ордена Почётного легиона.
В 1975 году де Фюнес перенёс два инфаркта. По настоянию врачей актёр ушёл из кино и переехал в загородное имение XVII века Шато-де-Клермон неподалёку от Нанта, где увлечённо занимался выращиванием роз. Одна из разновидностей роз, полученных фирмой «Мейян», названа его именем.
Однако де Фюнес не смог отказаться от предложения Клода Зиди сняться в фильме «Крылышко или ножка». После съёмок в этой картине актёр сыграл ещё в нескольких.
Длительное сотрудничество связывало актёра с режиссёром Жаном Жиро. Открывает список их совместных работ комедия «Пик-Пик» (1963), в которой де Фюнес снимался в главной роли. Затем последовала серия фильмов о «Жандарме из Сен-Тропе», которые пользовались большим успехом у зрителей. Шестой фильм этого цикла «Жандарм и жандарметки» (1982), во время съёмок которого скончался режиссёр, стал последним в кинокарьере прославленного комического артиста.
Луи де Фюнес умер от сердечного приступа 27 января 1983 года в усадьбе Шато-де-Клермон в пригороде Нанта. Похоронен в коммуне Ле-Селье.
Его средний сын Патрик стал врачом. Оливье в молодости снялся вместе с отцом в шести фильмах («Фантомас разбушевался», «Ресторан господина Септима», «Большие каникулы», «Замороженный», «Человек-оркестр» и «На древо взгромоздясь»). Однако, вопреки желанию отца, актёром стать не захотел, а поступил в лётное училище и всю жизнь (до выхода на пенсию в 2010 году в возрасте 60 лет) проработал пилотом гражданской авиации в авиакомпании «Эйр-Франс».

## Награды
- 1973: кавалер ордена Почётного легиона
- 1980: премия «Сезар» — «за выдающиеся заслуги в кинематографе»

## Дубляж
В советском кинопрокате все фильмы с участием Луи де Фюнеса шли с дублированным переводом. Немалую роль в популярности актёра в Советском Союзе сыграл образ, созданный Владимиром Кенигсоном. Он и по сей день считается лучшим актёром дублирования, когда-либо озвучивавшим Луи де Фюнеса. Существует легенда, что когда сам де Фюнес увидел свои фильмы с дублированием Кенигсона, он произнёс искренне: «Не знал, что я такой хороший актёр».
Михаил Черняк
Закадровая озвучка на студии «Пятый канал — Санкт-Петербург»
- «Большая прогулка», 1966
- «Ресторан господина Септима», 1966
- «Замороженный», 1969
- «Жертвы фина», 1959
- «Такси, прицеп и коррида», 1959
- «Приключения раввина Якова», 1973
- «Склока», 1978

Владимир Кенигсон
Дубляж на киностудии «Союзмультфильм»
- «Фантомас», 1964
- «Разиня», 1965
- «Фантомас разбушевался», 1965
- «Фантомас против Скотланд-Ярда», 1966
- «Большая прогулка», 1966
- «Ресторан господина Септима», 1966
- «Оскар», 1967; дублирован в 1968 году
- «Человек-оркестр», 1970

Михаил Глузский
Дубляж на киностудии «Мосфильм»
- «Жандарм в Нью-Йорке», 1965
- «Маленький купальщик», 1968
- «Жандарм и инопланетяне», 1979; дублирован в 1981 году

Лев Лемке
- «Жандарм женится», 1968; дублирован в 1977 году на киностудии «Ленфильм»

Александр Белявский
- «Замороженный», 1969; дублирован на киностудии «Мосфильм».

Евгений Весник
Дубляж на киностудии имени М. Горького
- «Папа, мама, служанка и я», 1954
- «Не пойман — не вор», 1958; дублирован в 1960 году
- «Дьявол и десять заповедей», 1962.

Зиновий Гердт
- «Суп с капустой», 1981 г.
- «Прекрасная американка», 1961; дублирован на киностудии имени М. Горького.

Артём Карапетян
Дубляж на киностудии имени М. Горького
- «Скупой», 1980; дублирован в 1982 году
- «Джентльмен из Эпсома», 1962; дублирован в 1983 году.

## Галерея

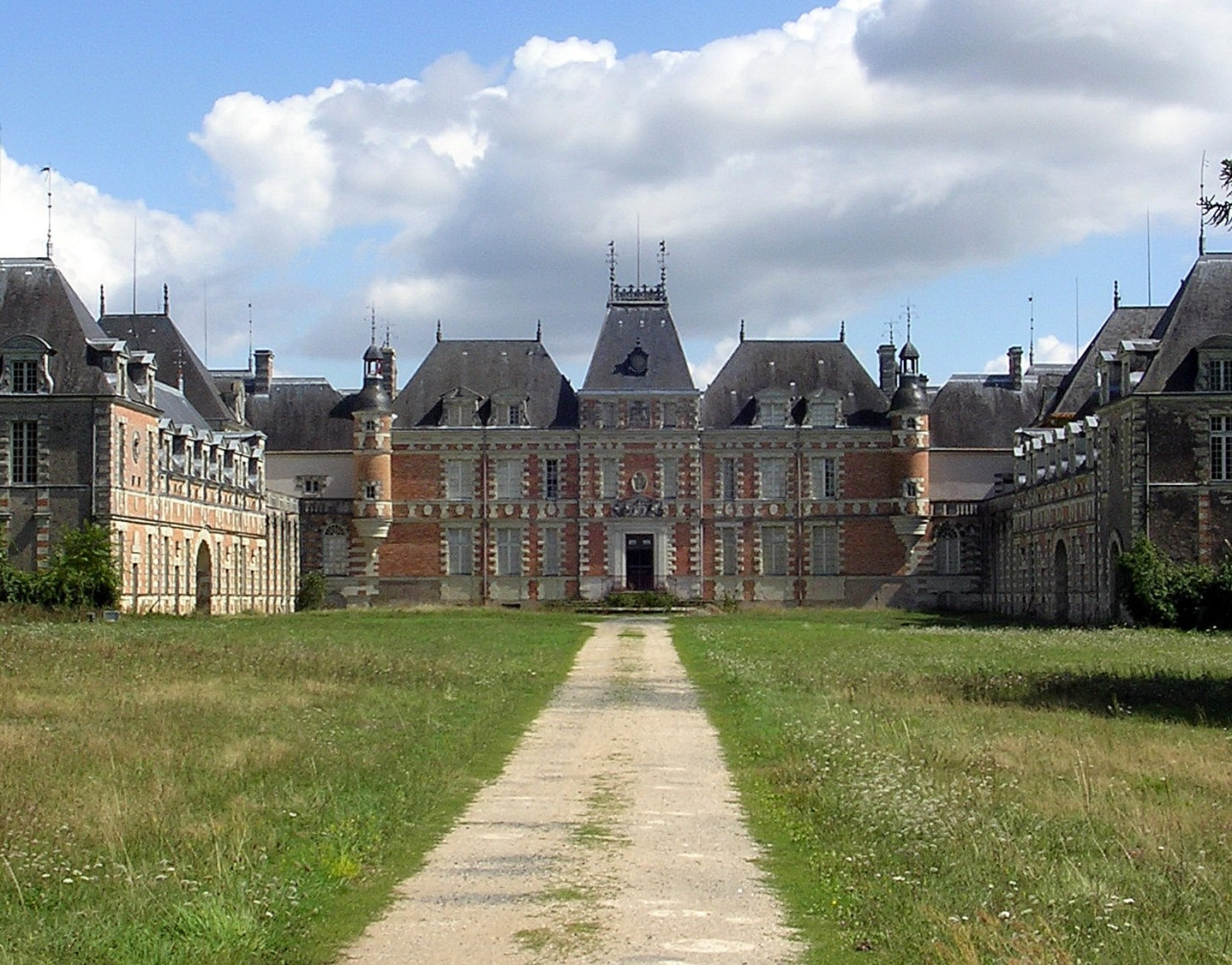
Шато-де-Клермон — загородная усадьба Луи де Фюнеса (после его смерти была продана)
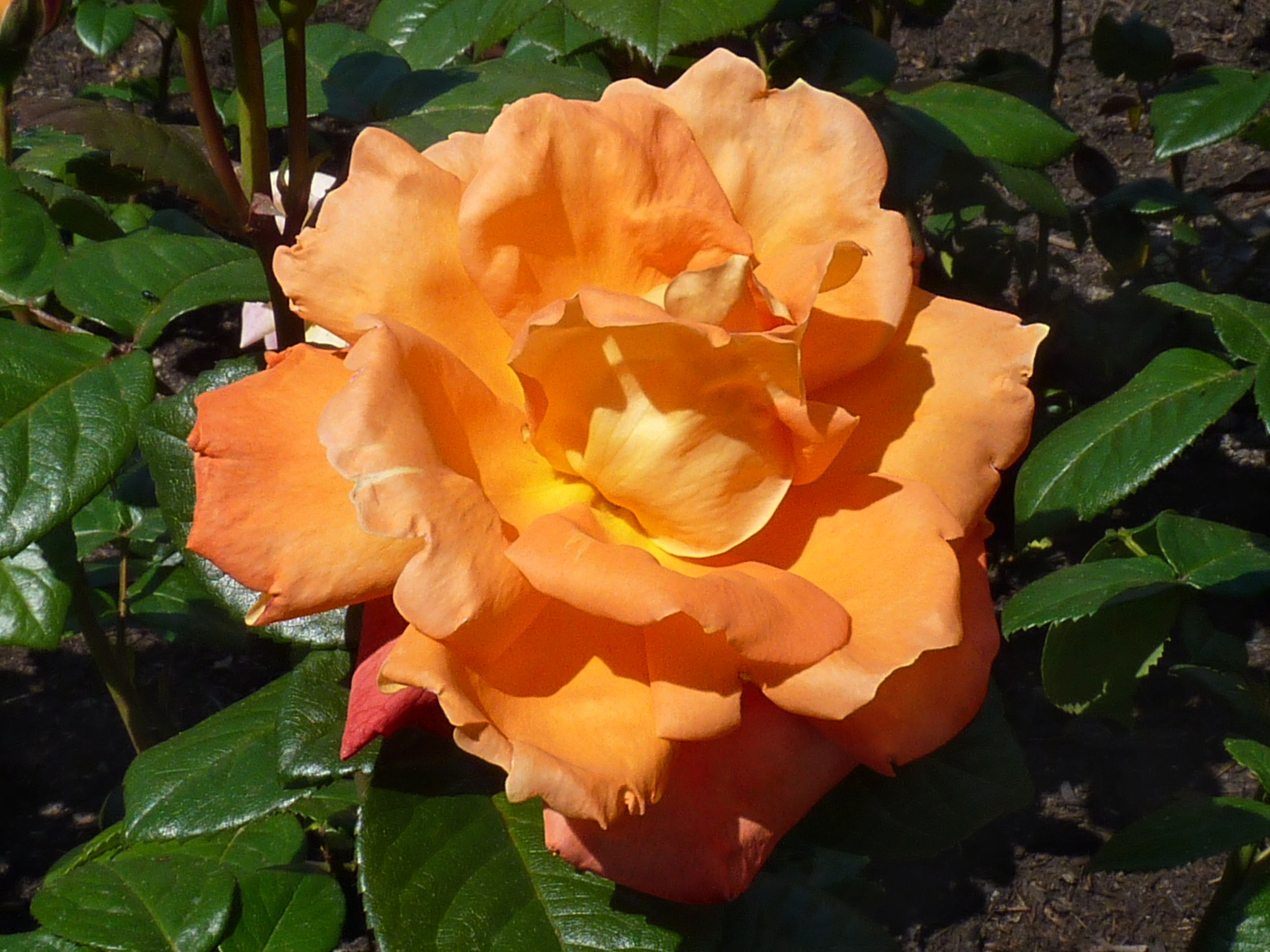
Роза 'Луи де Фюнес'[англ.]
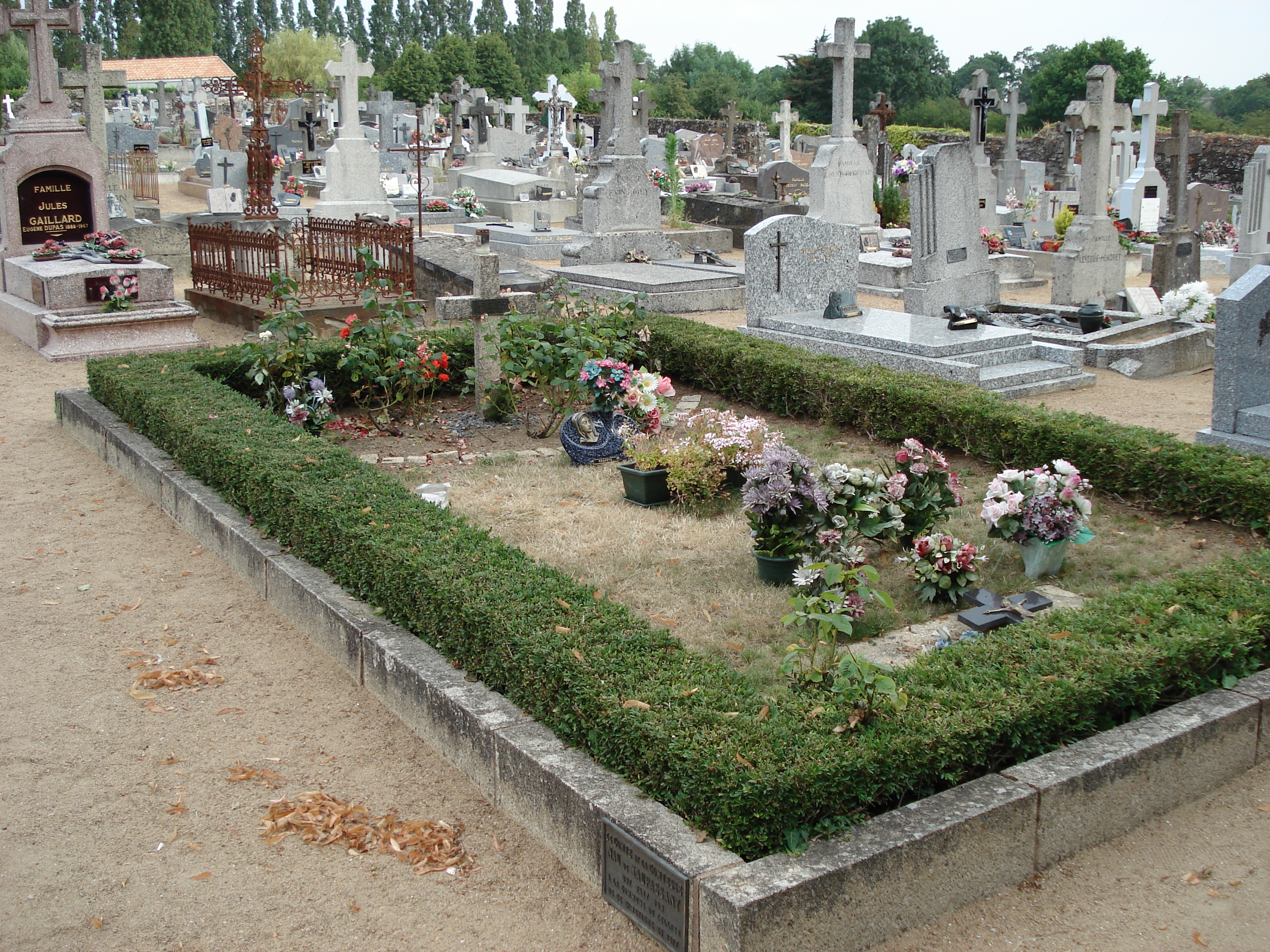
Могила Луи де Фюнеса
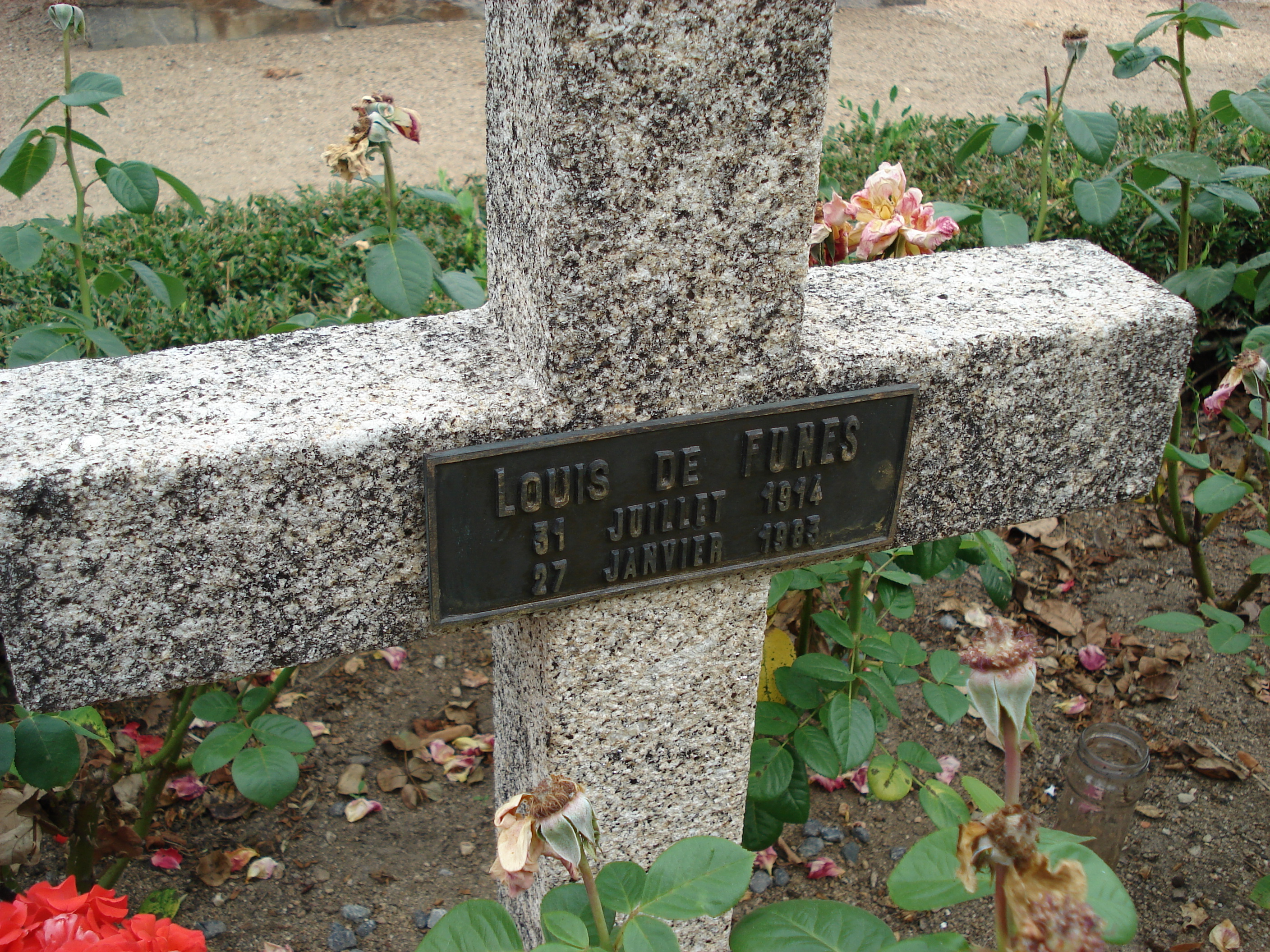
Надгробие Луи де Фюнеса